# گیگافکتوری ۱

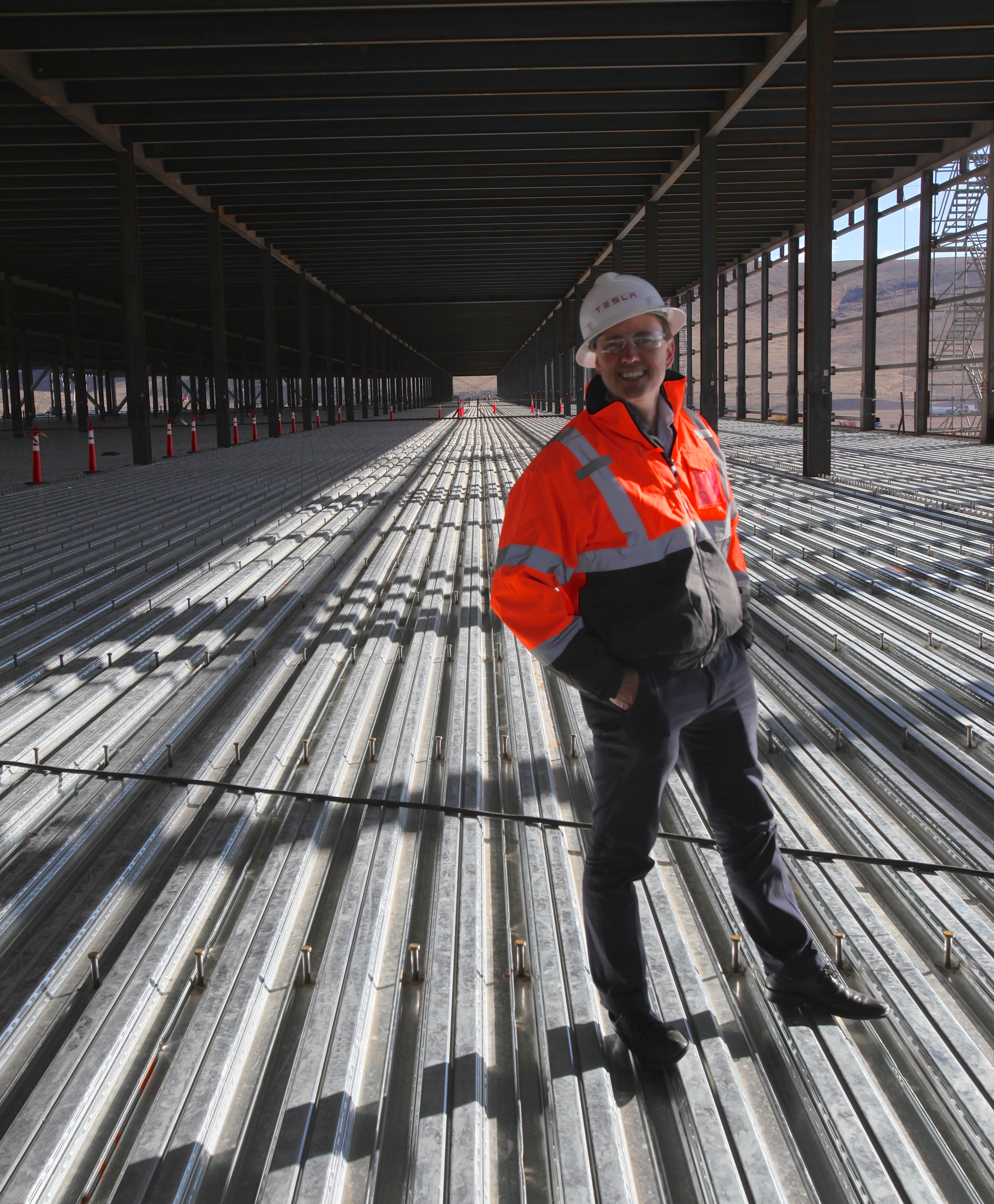
نمایی از کارخانه در حال ساخت

تسلا گیگافکتوری ۱ (به انگلیسی: Tesla Gigafactory 1) کارخانهٔ تولید باتری‌های لیتیوم یون برای استفاده در خودروهای ساخت شرکت تسلا موتورز است.
این کارخانه که در شهرستان استوری در ایالت نوادای آمریکا واقع شده، در سه‌ماهۀ نخست سال ۲۰۱۶ به بهره‌برداری رسید و پس از تکمیل، با بیش از ۵۴۸ هزار متر مربع مساحت، دومین ساختمان بزرگ جهان از لحاظ مساحت پس از کارخانه اورت بوئینگ خواهد بود.